# Port lotniczy Sokoto
Port lotniczy Sokoto (IATA: SKO, ICAO: DNSO) – port lotniczy położony w Sokoto, w stanie Sokoto, w Nigerii. 

## Linie lotnicze i połączenia
| Linia Lotnicza   | Kierunek  |
| ---------------- | --------- |
| Aero Contractors | 1. Abudża |
| Arik Air         | 1. Abudża |
| Max Air          | 1. Abudża |